# 山下和美
山下和美（1959年8月15日—），日本漫畫家，代表作《天才柳澤教授》、《不思議少年》。

## 經歷
北海道小樽市出身，神奈川縣立希望之丘高等學校畢業，橫濱國立大學教育學部肄業。
1979年念大學時，作品〈おし入れ物語〉獲得《週刊瑪格麗特》新人賞而出道，1987年後轉向青年誌發展。
1988年開始連載《天才柳澤教授》，該作品以自己的父親為藍本，描述行事規律、循規蹈矩的大學教授柳澤的生活，以及其家人、友人之間的日常故事。該作品在2002年改編為電視劇，2003年以該作品獲得第27屆講談社漫畫賞一般部門賞。
2021年作品《LAND》榮獲第25屆手塚治虫文化賞漫畫大賞。

## 関連人物
- 蔵田徹也
- 古瀬大六 - 父親。